# Шмайссер, Ханс
Ханс Шмайссер (нем. Hans Schmeisser) — немецкий инженер, изобретатель, конструктор оружия.

## Жизнь и творчество
Жизнь и труд Ханса Шмайссера связана с немецким «городом оружия» Зулем. Его отец Луис Шмайссер также был одним из самых известных конструкторов оружия Европы. Ещё до Первой мировой войны он занимался конструированием и производством пулемётов в фирме Теодора Бергмана (нем. Bergmann).
В договоре Версаля от 28 июня 1919 немецким оружейным фирмам было запрещено производить автоматическое оружие. 30-летнее сотрудничество между семьёй Шмайссер и фирмой Бергманн приходит к концу.
Вместе с братом Хуго Шмайссером (нем. Hugo Schmeisser) он основывает в 1919 «Industriewerk Auhammer Koch und Co.» в Зуле. В Германии после Первой мировой войны это предприятие плохо работает с самого начала.
Для защиты патентов Хуго и Ханс Шмайсер основывают летом 1922 года вторую фирму под именем «Братья Шмайссер» (нем. Gebrüder Schmeisser) в Зуле.